# 岩瀬バイパス

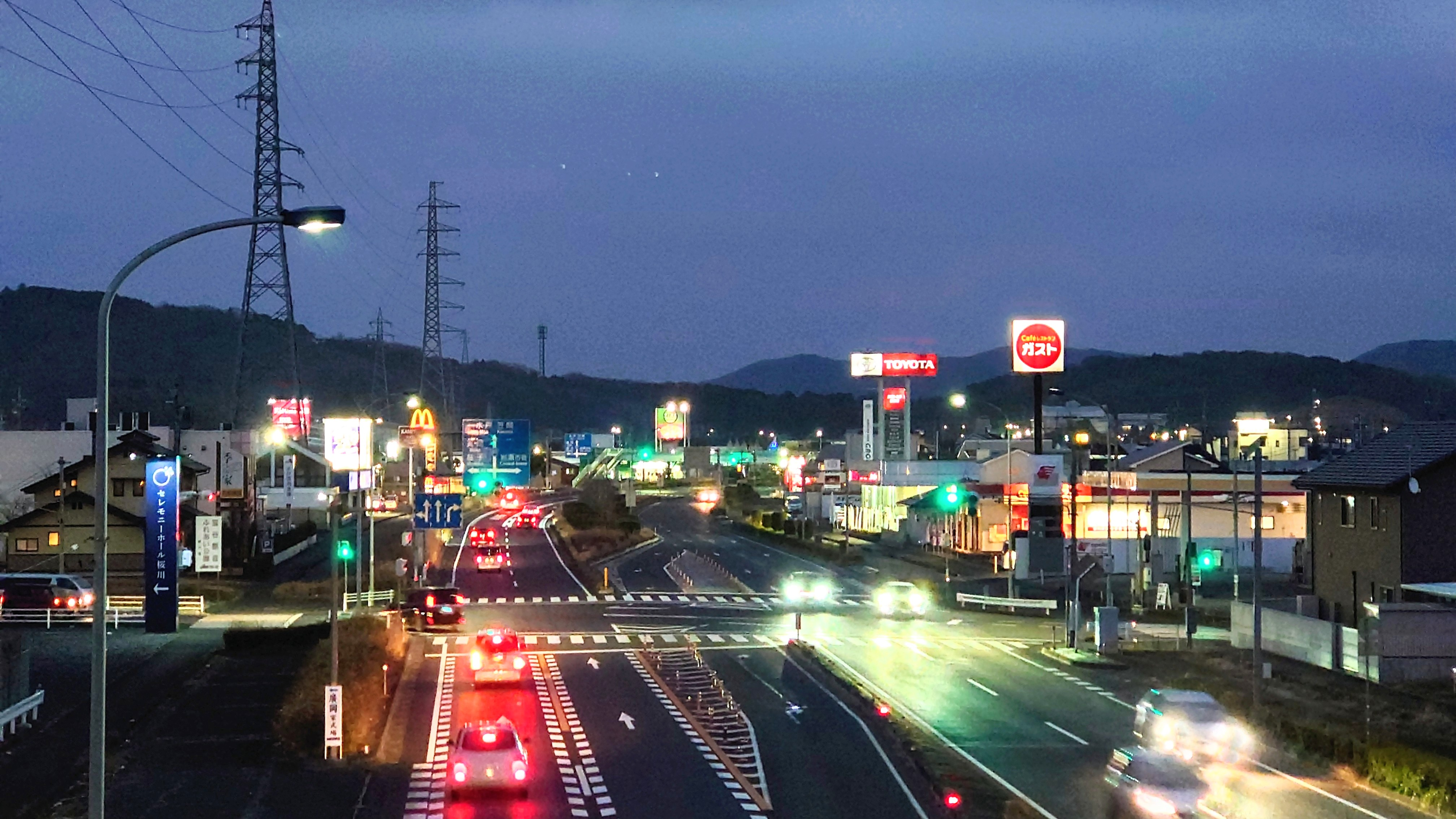
岩瀬市街地(夜)

岩瀬バイパス（いわせバイパス）とは、国道50号の茨城県桜川市の区間のうち、同市鍬田地内から上城地内までの岩瀬市街地北部を迂回しバイパスする区間である。
途中の歩道部分には地場産業の一つである石材業を生かし、地元作家などのモニュメントが展示されている。

## 概要
- 起点：茨城県桜川市鍬田（無名交差点）
- 終点：茨城県桜川市上城（無名交差点）
- 車線数：4車線
- 延長：4.0 km

## 構造物
| 地区         | 構造物名         | 分類   | 建設年    | 橋長     | 備考     |
| ------------ | ---------------- | ------ | --------- | -------- | -------- |
| 桜川市鍬田   | 立野橋           | 橋     | 1980年1月 | 48.75m   | 前橋方面 |
| 桜川市鍬田   | 立野橋           | 橋     | 2003年1月 | 48.767ｍ | 水戸方面 |
| 桜川市鍬田   | 若宮橋           | 橋     | 1980年2月 | 37.8m    | 前橋方面 |
| 桜川市岩瀬   | 若宮橋           | 橋     | 2003年1月 | 37.887m  | 水戸方面 |
| 桜川市岩瀬   | 若宮横断歩道橋   | 歩道橋 | 1979年    | 33.6m    |          |
| 桜川市明日香 | 元岩瀬横断歩道橋 | 歩道橋 | 1979年    | 39.1m    |          |
| 桜川市明日香 | 山王横断歩道橋   | 歩道橋 | 1978年    | 38.6m    |          |
| 桜川市上城   | 青柳橋           | 橋     | 1979年    | 43.85m   |          |

## 交差する道路
- 茨城県道41号つくば益子線・犬田バイパス（桜川市鍬田交差点）
- 茨城県道41号つくば益子線（桜川市元岩瀬交差点）
- 茨城県道307号岩瀬停車場線（桜川市岩瀬駅入口交差点）

## 歴史
- 1976年12月︰事業着手
- 1980年4月︰一部区間が暫定2車線にて開通（上城 - 元岩瀬交差点まで。元岩瀬交差点からは旧道へ迂回。）
- 1980年12月︰鍬田交差点-元岩瀬交差点まで供用開始。暫定2車線ながら、全線開通。
- 1991年5月︰元岩瀬交差点−旧K'sデンキ前が石匠のみちとして整備され、その一環として同区間が4車線化される。
- その後、元岩瀬交差点以西の区間が数年おきに少しずつ4車線化が進められ、現在同バイパスはカービューティーあべ−旧道交差点(上城地内)を除き4車線化された。

## 接続するバイパス

### 桜川筑西IC関連
2008年に北関東自動車道の建設に伴って鍬田地内の旧道交点の筑西市側に桜川筑西ICが開設された。インター取り付け道路付近は現道拡幅区間となり、岩瀬市街地方面へは2008年3月28日に4車線化されて岩瀬バイパスに接続しているほか、上野沼交差点方面へも「桜川筑西インターチェンジ関連（延伸）」事業として2025年3月17日に4車線化された。

### 国道50号一次改築
桜川市上野原地新田の上野沼交差点から同市長方の県道216号岩瀬二宮線交点までの約2.5kmの区間と桜川市上城の旧道交差点から同市加茂部までの約4kmの区間も新道であるが、こちらは1963年 - 1970年（昭和38年 - 昭和45年）の国道50号一次改築（岩瀬改築）で開通したものである。このうち桜川市上野原地新田の上野沼交差点から同市長方の区間は協和バイパスおよび上記国道50号桜川筑西インターチェンジ関連事業によって拡幅の対象となっているが、岩瀬バイパスの終点である上城から笠間バイパスまでの区間（約11.3km）は2024年時点で4車線化の計画は上がっていない。